# Ілшу
Ілшу (Іл-шу) (XXVI ст. до н. е.) — перший володар Першого царства Марі близько 2617—2587 років до н. е. Відомий також як Анбу.

## Життєпис
За походженням, ймовірно, був шумером. Заснував власну династію й власне царську владу. Обставини цього на тепер достеменно невідомі. Згадується в архіві царського палацу Ебли. Також знайдено археологічні підтвердження його діяльності під час розвідок шару Марі II.
Панував 30 років. Спадкував йому син Анба.